# ليوناردو كازانوفا
ليوناردو كازانوفا (بالإسبانية: Leonardo Casanova)‏ هو لاعب كرة قدم مكسيكي في مركز الدفاع، ولد في 24 أكتوبر 1980 في توكستلا غوتيريز في المكسيك. لعب مع Chiapas F.C. Reserves and Academy ‏.